# До осени далеко
«До осени далеко» (латыш. Līdz rudenim vēl tālu) — художественный фильм режиссёра Алоиза Бренча, снятый по роману Зигмунда Скуиньша «Внуки Колумба» в 1964 году. Другое название — «Рассказ об одной любви». Премьера фильма состоялась в августе 1965 года в Риге и 14 февраля 1966 года в Москве.

## Сюжет
Молодой и красивой девушке, окончившей учёбу в Москве, предстоит выбирать из двух претендентов на её сердце. Юдите имеет соблазнительную возможность спрятаться в мире устроенного быта, который даст союз с молодым кандидатом наук Роландом Шумским, с которым она познакомилась в Москве. У него обеспеченные родители, своя машина. Тем не менее, она выбирает новизну неизвестности в лице своего бывшего школьного друга, романтичного художника Липста, который бросил учёбу в художественном училище и стал работать на вагоностроительном заводе.

## В ролях
- Ренате Стурмане — Юдите (дублирует Мария Виноградова)
- Виестур Рендиниекс — Липст (дублирует Владимир Прокофьев)
- Харий Лиепиньш — Роланд Шумский (дублирует Александр Фриденталь)
- Б. Повилайтис — Угис (дублирует Владимир Ферапонтов)
- Улдис Пуцитис — Робис (дублирует Родион Гордиенко)
- Интс Буранс — Казис (дублирует Владимир Цибин)
- Лолита Плоциня — Ия (дублирует Е. Шелапенок)
- Лигита Девица — Вия (дублирует Зоя Толбузина)
- Вилис Вернерс — Крускопс (дублирует Всеволод Санаев)

## Съёмочная группа
- Авторы сценария — Эмиль Брагинский, Освальд Кубланов, Зигмунд Скуиньш
- Режиссёр-постановщик — Алоиз Бренч
- Режиссёр-консультант — Юлий Карасик
- Режиссёр — Роланд Калныньш
- Оператор-постановщик — Янис Бриедис
- Композитор — Раймонд Паулс